# Матвієнко Павло Дмитрович
Павло Дмитрович Матвієнко (нар. 20 березня 1961, місто Запоріжжя Запорізької області) — український діяч, голова Запорізької обласної ради (2010—2013 рр.). Кандидат юридичних наук (2012).

## Життєпис
У 1968—1978 роках — учень середньої школи № 26 міста Запоріжжя.
У 1978—1979 роках — автослюсар Запорізького домобудівного комбінату.
У 1979—1981 роках — служба в Радянській армії.
У 1982—1987 роках — студент історичного факультету Запорізького державного педагогічного інституту. У 1987 році закінчив з відзнакою інститут і здобув фах вчителя історії, суспільствознавства та основ Радянської держави та права.
У 1987—1994 роках — вчитель історії та правознавства Запорізької середньої школи. У 1994—1996 роках — вчитель історії, заступник директора з науково-методичної роботи Запорізького міського класичного ліцею № 79 при Запорізькому національному університеті.
У 1995 році закінчив заочно Українську державну юридичну академію у Харкові за спеціальністю правознавство, юрист.
У 1996—2010 роках — директор Запорізького міського класичного ліцею № 79 при Запорізькому національному університеті.
Член Партії регіонів. Був керівником фракції Партії регіонів в Запорізькій обласній раді. Заступник голови Запорізької обласної організації Партії регіонів з ідеології і взаємодії з органами місцевого самоврядування.
31 березня 2010 — 30 травня 2013 року — голова Запорізької обласної ради.
У 2012 році захистив кандидатську дисертацію на тему «Контроль за діяльністю органів місцевого самоврядування як суб'єктів адміністративного права України».
15 серпня 2013 — 2014 року — начальник регіонального відділення Фонду державного майна України в Запорізькій області.
Кандидат у народні депутати від партії «Опозиційна платформа — За життя» на парламентських виборах 2019 року (округ № 74, Запорізька область).

## Нагороди та відзнаки
- «Відмінник освіти України» (2001)
- почесне звання «Заслужений вчитель України» (19.08.2008)[2].